# Sarkastodon
Sarkastodon byl rod savců z čeledi Oxyanidae, který žil ve svrchním eocénu (zhruba před 35 miliony lety) na území dnešního Mongolska. Stejně jako u ostatních příslušníků řádu Creodonta se předpokládá, že se živil převážně masem, lovil velké savce jako Chalicotherium, Brontotheriidae nebo předky nosorožců. Jeho hmotnost se odhaduje na přibližně 800 kilogramů.
Typový druh Sarkastodon mongoliensis je znám z lokality Irdin Manha v poušti Gobi, kde v roce 1930 nalezla výprava Amerického přírodovědného muzea úlomky lebky a čelisti. Rod popsal v roce 1938 Walter Willis Granger.
Stavba chrupu sarkastodona připomíná hyeny – ostré třenové zuby a masivní stoličky svědčí o tom, že byl schopen trhat maso i drtit kosti.